# Ерат (округ, Техас)
Шаблон:StateAbbr_ 32°14′ пн. ш. 98°13′ зх. д. / 32.23° пн. ш. 98.22° зх. д.
Округ Ерат (англ. Erath County) — округ (графство) у штаті Техас, США. Ідентифікатор округу 48143.

## Історія
Округ утворений 1856 року.

## Демографія
За даними перепису 2000 року загальне населення округу становило 33001 осіб, зокрема міського населення було 18832, а сільського — 14169. Серед мешканців округу чоловіків було 16316, а жінок — 16685. В окрузі було 12568 домогосподарств, 8108 родин, які мешкали в 14422 будинках. Середній розмір родини становив 3,08.
Віковий розподіл населення поданий у таблиці:
| Стать    | До 15 років | 15-21 | 22-29 | 30-39 | 40-49 | 50-65 | 65-85 | Понад 85 |
| -------- | ----------- | ----- | ----- | ----- | ----- | ----- | ----- | -------- |
| Чоловіки | 3427        | 2374  | 2293  | 2150  | 2102  | 2169  | 1586  | 215      |
| Жінки    | 3298        | 2513  | 1980  | 2044  | 2015  | 2204  | 2132  | 499      |

## Суміжні округи
- Пало-Пінто — північ
- Гуд — північний схід
- Сомервелл — схід
- Боскі — південний схід
- Гамільтон — південь
- Команчі — південний захід
- Істленд — захід

## Виноски
1. ↑  http://www.tshaonline.org/handbook/online/articles/hce06
2. ↑  U.S. Decennial Census. United States Census Bureau. Архів оригіналу за 26 квітня 2015. Процитовано 26 квітня 2015.
3. ↑  Texas Almanac: Population History of Counties from 1850–2010 (PDF). Texas Almanac. Архів оригіналу (PDF) за 19 квітня 2015. Процитовано 26 квітня 2015.
4. ↑  State & County QuickFacts. United States Census Bureau. Архів оригіналу за 18 жовтня 2011. Процитовано 10 грудня 2013.(англ.) Наведено за англійською вікіпедією.
5. ↑  American FactFinder. Бюро перепису населення США. Архів оригіналу за 21 травня 2008. Процитовано 31 січня 2008.

| США | Це незавершена стаття з географії США. Ви можете допомогти проєкту, виправивши або дописавши її. |